# Deluc (cratère)
Pour les articles homonymes, voir Deluc.
Deluc est un cratère lunaire situé sur les hautes terres du sud de la face visible de la Lune.
Le cratère Deluc est situé au sud-sud-ouest des cratères Clavius et Maginus. Le plancher du cratère forme une plaine qui est marquée par des cratères d'impact tel que celui dénommé cratère satellite "Deluc H" qui empiète au nord-est et le cratère satellite "Deluc T" qui empiète dans la partie sud du contour. Le contour n'est pas tout à fait circulaire et possède un renflement dans la partie nord. 
En 1935, l'Union astronomique internationale a attribué à ce cratère le nom du physicien suisse Jean-André Deluc.
Par convention, les cratères satellites sont identifiés sur les cartes lunaires en plaçant la lettre sur le côté du point central du cratère qui est le plus proche du centre du cratère principal de Deluc. 
| Deluc | Latitude | Longitude | Diamètre |
| ----- | -------- | --------- | -------- |
| A     | 54.1° S  | 0.4° W    | 56 km    |
| B     | 52.0° S  | 0.5° E    | 38 km    |
| C     | 51.4° S  | 0.9° E    | 28 km    |
| D     | 56.4° S  | 2.4° W    | 27 km    |
| E     | 60.3° S  | 4.3° W    | 12 km    |
| F     | 60.0° S  | 3.1° W    | 38 km    |
| G     | 61.6° S  | 0.7° E    | 27 km    |
| H     | 54.2° S  | 2.1° W    | 26 km    |
| J     | 53.3° S  | 4.1° W    | 33 km    |
| L     | 60.8° S  | 6.2° E    | 8 km     |
| M     | 54.9° S  | 6.2° W    | 19 km    |
| N     | 60.6° S  | 0.5° E    | 10 km    |
| O     | 62.7° S  | 4.4° W    | 7 km     |
| P     | 58.9° S  | 4.8° W    | 7 km     |
| Q     | 59.0° S  | 3.5° W    | 5 km     |
| R     | 55.4° S  | 0.6° E    | 22 km    |
| S     | 61.9° S  | 0.2° E    | 6 km     |
| T     | 55.8° S  | 3.1° W    | 10 km    |
| U     | 59.0° S  | 2.9° W    | 5 km     |
| V     | 61.8° S  | 1.7° E    | 9 km     |
| W     | 61.6° S  | 1.8° W    | 6 km     |